# Eugenio Picozza
Eugenio Picozza (Roma, 26 novembre 1949) è un giurista italiano.
Allievo di Massimo Severo Giannini, dopo aver insegnato in diverse università italiane, tra cui quella di Sassari, è professore emerito di Diritto Amministrativo presso l'Università degli studi di Roma Tor Vergata. Oltre a tale branca del diritto, dedica particolare attenzione allo studio dei rapporti tra diritto comunitario e diritto amministrativo.
Attualmente presiede la Commissione interministeriale per la riforma del Codice dell'Ambiente per nomina del Ministro dell'Ambiente e della Sicurezza Energetica e del Ministro per le riforme istituzionali e la semplificazione normativa (dal novembre 2023).
Ha insegnato per molti anni diritto pubblico dell'economia e diritto dell'Ambiente presso l'Accademia della Guardia di Finanza.
Avvocato amministrativista abilitato presso le Supreme Corti ha difeso enti pubblici e privati, associazioni, e fondazioni, imprese e società pubbliche nei vari settori del diritto amministrativo e diritto dell'economia. È stato arbitro avvocato e consulente in arbitrati nazionali e internazionali (ICC, ICSID).
Si è diplomato in pianoforte e ha studiato anche organo e clavicembalo. Ha inciso due dischi di brani della musica barocca per organo e violino.

## Opere
Tra le sue opere figurano oltre alle voci sull'Enciclopedia giuridica dell'Istituto dell'Enciclopedia Italiana: Giustizia amministrativa e diritto comunitario e Attività amministrativa e diritto comunitario; il Trattato di Diritto dell'ambiente (tre volumi, 2012-2015); i manuali Diritto dell'economia (2017), Il processo amministrativo (2008), Introduzione al diritto amministrativo (2006), Diritto amministrativo e diritto comunitario (2004), Linee guida del diritto amministrativo (1999), Processo amministrativo e diritto comunitario (1997). Vanno inoltre ricordate le monografie Edilizia privata (1999), Il diritto pubblico dell'economia nell'integrazione europea (1996), Della pubblica amministrazione (1993), L'attività di indirizzo della pubblica amministrazione (1988), Pubblico impiego. Profili generali (1987). È condirettore (con il prof Enrico Gabrielli) del Trattato di diritto dell'economia edito della Cedam, nonché (con il prof Raffaele Lener) della Collana di diritto dell'economia edita dalla Giappichelli. È membro del comitato scientifico della Rassegna dell'Avvocatura dello Stato nonché della rivista Il Consiglio di Stato, e della Rivista Italiana dell'Arbitrato. I suoi studi sulle relazioni tra musica e diritto sono raccolti nel volume Scritti vari su musica e diritto (2022).